# Décembre 1886

## Événements
- 8 décembre, Canada : naissance de l'Association de hockey amateur.

- 11 décembre, France : gouvernement René Goblet. Boulanger conserve le ministère de la Guerre.

- 14 décembre : création du parc national Yoho en Colombie-Britannique.

- 15 décembre : publication à Paris par l'éditeur français Charles Bayle d'un Atlas colonial conçu par Henri Mager[1].

- 27 décembre : création de la Compagnie du Congo pour le commerce et l’industrie.

- 28 décembre : élection ontarienne de 1886. Les libéraux de Oliver Mowat remportent une cinquième majorité consécutive.

## Naissances
- 5 décembre : Amanda Labarca, pédagogue et féministe chilienne († 2 janvier 1975).
- 8 décembre : Diego Rivera, peintre mexicain († 1957).
- 9 décembre : Clarence Birdseye, inventeur américain († 7 octobre 1956).
- 12 décembre : Owen Moore, acteur américain († 9 juin 1939).
- 19 décembre : Ángel Herrera y Oria, cardinal espagnol, évêque de Malaga († 28 juillet 1968).
- 20 décembre : René Bedel, aviateur français († 9 juillet 1912).